# تشارلي كاونتريمان
تشارلي كاونتريمان (بالإنجليزية: Charlie Countryman)‏ هو فيلم أكشن أمريكي صدر في سنة 2013. من بطولة شيا لابوف وإيفان رايتشل وود ومادس ميكلسن وروبرت غرينت وميليسا ليو.

## القصة
إذا كنت ستعيش فعش بكرامة وإذ كنت ستموت فمت من أجل الحب. بعد وفاة والدة تشالي كاونترمان (شيا لابوف) تظهر له في رؤية وتخبره بالذهاب إلى بوخارست. على الفور يذهب تشارلي في رحلة جوية عبر المحيط الأطلنطي. وبمحض الصدفة يقابل تشارلي جابي (إيفان ريشتل وود) الفتاة الجذابة الرومانية التي تغير رحلته على نحو شيق. يقع تشارلي في حب جابي ويكتشف أن ماضيها غامض ومثير للغاية ومليء بالخطر خيث إن زوجها السابق لا ينوي تركها على الإطلاق. يقرر تشارلي بأنه يتعين عليه حماية جابي ويتورط في عالم مليء بالغموض والعنف والهلاوس ولكنه مليء أيضاً بالحب.

## الميزانية والإيرادات
حقق أرباحا تقدر بـ 11,650 دولار.

## روابط خارجية
- تشارلي كاونتريمان على موقع IMDb (الإنجليزية)
- تشارلي كاونتريمان على موقع ميتاكريتيك (الإنجليزية)
- تشارلي كاونتريمان على موقع روتن توميتوز (الإنجليزية)
- تشارلي كاونتريمان على موقع نتفليكس (الإنجليزية)
- تشارلي كاونتريمان على موقع قاعدة بيانات الأفلام العربية
- تشارلي كاونتريمان على موقع ألو سيني (الفرنسية)
- تشارلي كاونتريمان على موقع Turner Classic Movies (الإنجليزية)
- تشارلي كاونتريمان على موقع أول موفي (الإنجليزية)
- تشارلي كاونتريمان على موقع بوكس أوفيس موجو (الإنجليزية)
- تشارلي كاونتريمان على موقع فيلمافينيتي (الإسبانية)